# Saurita pilipennis
Saurita pilipennis är en fjärilsart som beskrevs av Hans Zerny 1931. Saurita pilipennis ingår i släktet Saurita och familjen björnspinnare. Inga underarter finns listade.